# Livre de la nativité de Marie
Le Livre de la nativité de Marie ou Évangile de la naissance de Marie, dont le titre original est De Nativitate Mariae, est un texte apocryphe chrétien. Il ne doit pas être confondu avec l'Histoire de la nativité de Marie et de l'enfance du Sauveur.
Il s'agit d'une adaptation du Protévangile de Jacques et de l'Évangile du Pseudo-Matthieu. L'ouvrage raconte l'histoire de la naissance et de la jeunesse de Marie. Il aurait été rédigé entre le VIe et le VIIe siècle, ou vers 868-869. L'auteur serait soit le Pseudo-Jérôme (en), soit Paschase Radbert.

## Éditions
- « Livre de la nativité de Marie », dans Écrits apocryphes chrétiens, sous la direction de François Bovon et Pierre Geoltrain, NRF.
- Évangile de la naissance de Marie, traduction de Gustave Brunet (lire sur Remacle).
- « Évangile de la naissance de Marie », dans Œuvres complètes de Voltaire, Garnier, 1877, tome 27 (lire sur Wikisource).